# Eleni Tambasi
Eleni Tambasi (gr. Ελένη Ταμπάση; ur. 18 września 1976) – grecka judoczka. Olimpijka z Aten 2004, gdzie odpadła w eliminacjach w wadze półśredniej.
Uczestniczka mistrzostw świata w 1999. Startowała w Pucharze Świata w latach 1997-2004. Brała udział w mistrzostwach Europy w 1999. Mistrzyni Grecji w 1994 roku.

## Letnie Igrzyska Olimpijskie 2004
| Konkurencja | Eliminacje                | Klas. końcowa |
| Konkurencja | Przeciwnik I              | Miejsce       |
| ----------- | ------------------------- | ------------- |
| 63 kg       | Gella Vandecaveye (BEL) P | I runda.      |